# Oréochare des Arfak
Oreocharis arfaki
Genre
Espèce
Statut de conservation UICN

 LC  : Préoccupation mineure
L'Oréochare des Arfak (Oreocharis arfaki) est une espèce de passereaux de la famille des Paramythiidae.